# Terminátor 2: Den zúčtování
Terminátor 2: Den zúčtování (v anglickém originále The Terminator 2: Judgment Day) je pokračování úspěšného amerického sci-fi filmu Terminátor. Pokračování vzniklo v roce 1991 a režie se opět chopil James Cameron. Scénář k filmu sepsali James Cameron a William Wisher. Stopáž filmu je 137 minut, nezkrácené verze 154 minut.

## Obsazení
| Arnold Schwarzenegger   | T-800                    |
| Linda Hamilton          | Sarah Connorová          |
| Edward Furlong          | John Connor              |
| Earl Boen               | Dr. Peter Silberman      |
| Robert Patrick          | T-1000                   |
| Joe Morton              | Miles Bennett Dyson      |
| S. Epatha Merkerson     | Tarissa Dyson            |
| Castulo Guerra          | Enrique Salceda          |
| Jenette Goldstein       | Janelle Voight           |
| Xander Berkeley         | Todd Voight              |
| Danny Cooksey           | Tim                      |
| Leslie Hamilton Gearren | dvojnice Sarah Connorové |

## Děj filmu
Děj filmu navazuje na konec prvního dílu. Sarah Connorová je zavřená v psychiatrické léčebně, John Connor, který se mezitím narodil, je ve své adoptivní rodině. Stroj Skynet vysílá do minulosti nový model terminátora, který má tentokrát za úkol zabít samotného Johna Connora. Nový terminátor je založen na bázi tekutého kovu. Hnutí odporu proto posílá ochránce, kterým je starý typ Terminátora (Arnold Schwarzenegger). Po počáteční nedůvěře se spojí s Connorem i jeho matkou, aby úspěšně splnil svou misi.